# Jack Adams-díj

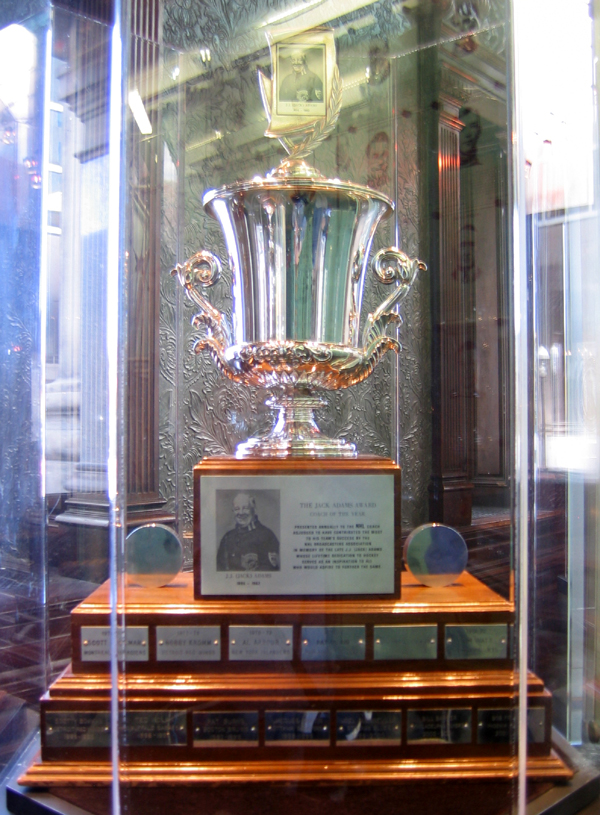
A Jack Adams-díj

A Jack Adams-díj a National Hockey League elismerése edzők számára. A díjat a National Hockey League Broadcasters Association tagjai ítélik oda annak az edzőnek, aki a legtöbbet tett a csapata sikerességéért.

## Története
A díjat Jack Adams tiszteletére alapították, aki játékos, edző és menedzser volt; tagja a Hírességek csarnokának. Először 1974-ben adták át. Jacques Demers az egyetlen edző, aki kétszer egymás után nyerte el a díjat.
Eddig négy edző kapta meg ezt az elismerést kétszer, úgy, hogy két különböző csapat edzője is volt. Jacques Lemaire, Pat Quinn és Scotty Bowman nyerték el kétszer a díjat, Pat Burns pedig háromszor. A Philadelphia Flyers, a Boston Bruins, St. Louis Blues és a Detroit Red Wings edzői kapták meg legtöbbször, szám szerint négy alkalommal.

## A díjazottak

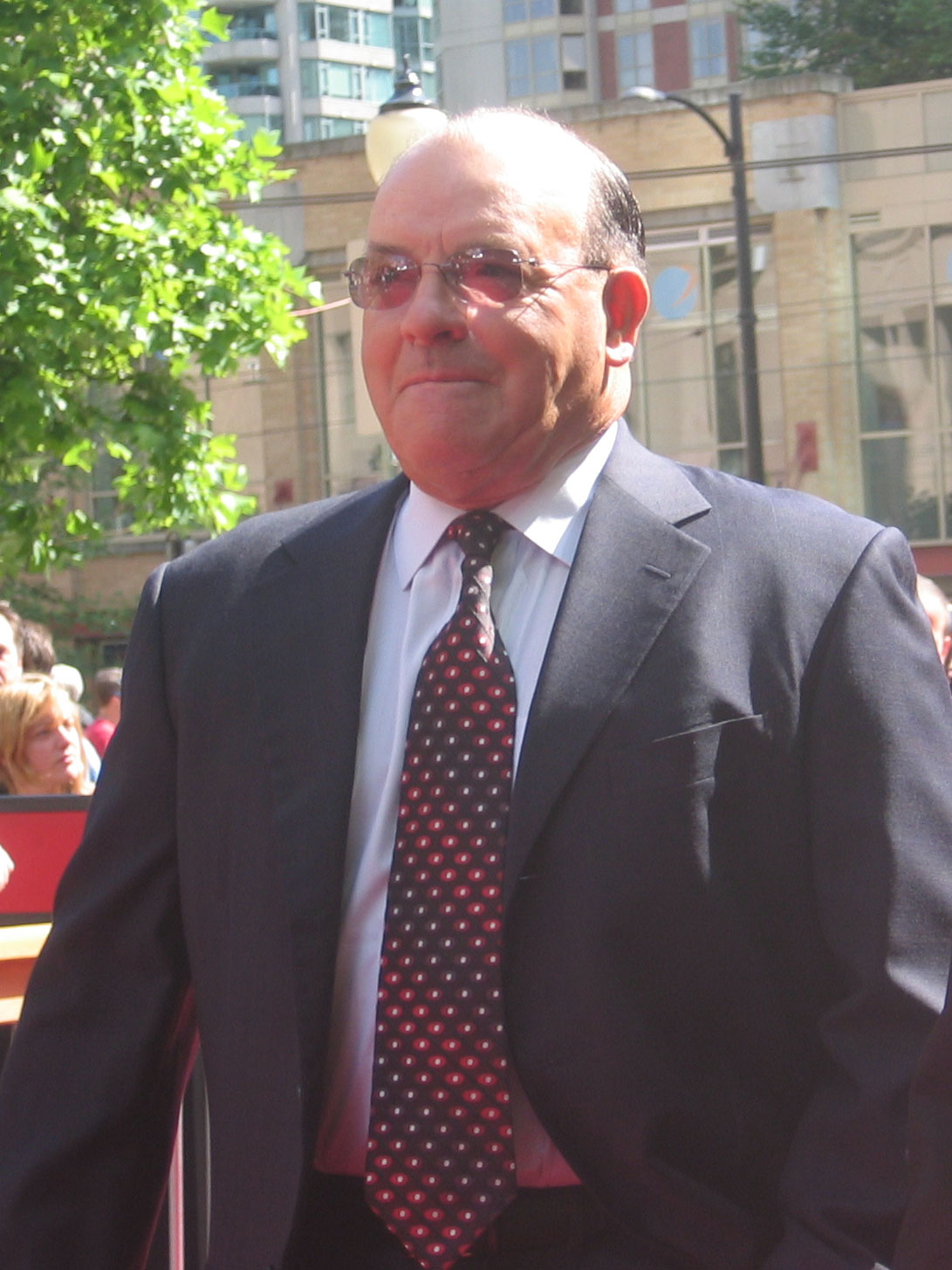
Scotty Bowman

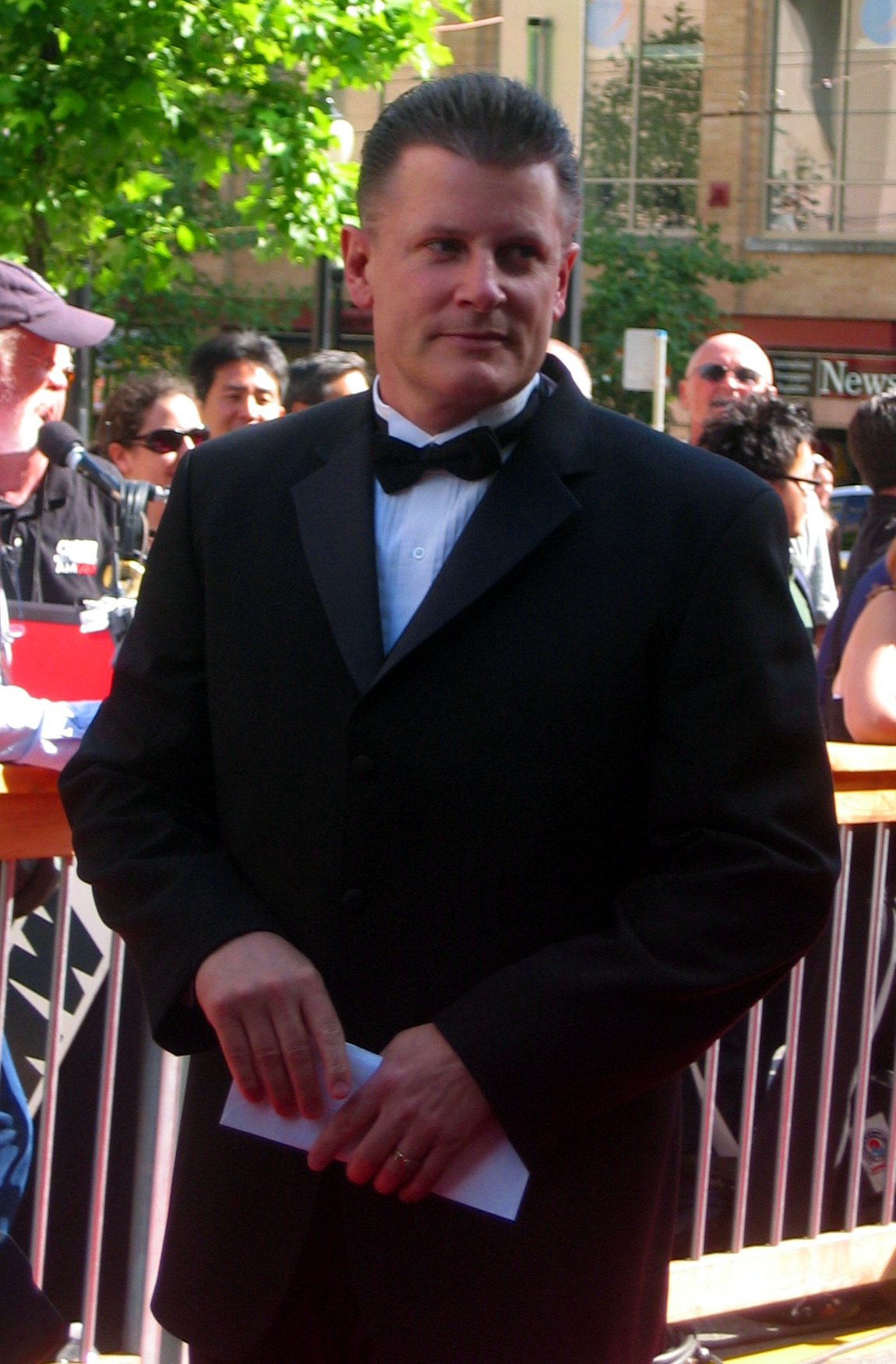
Marc Crawford

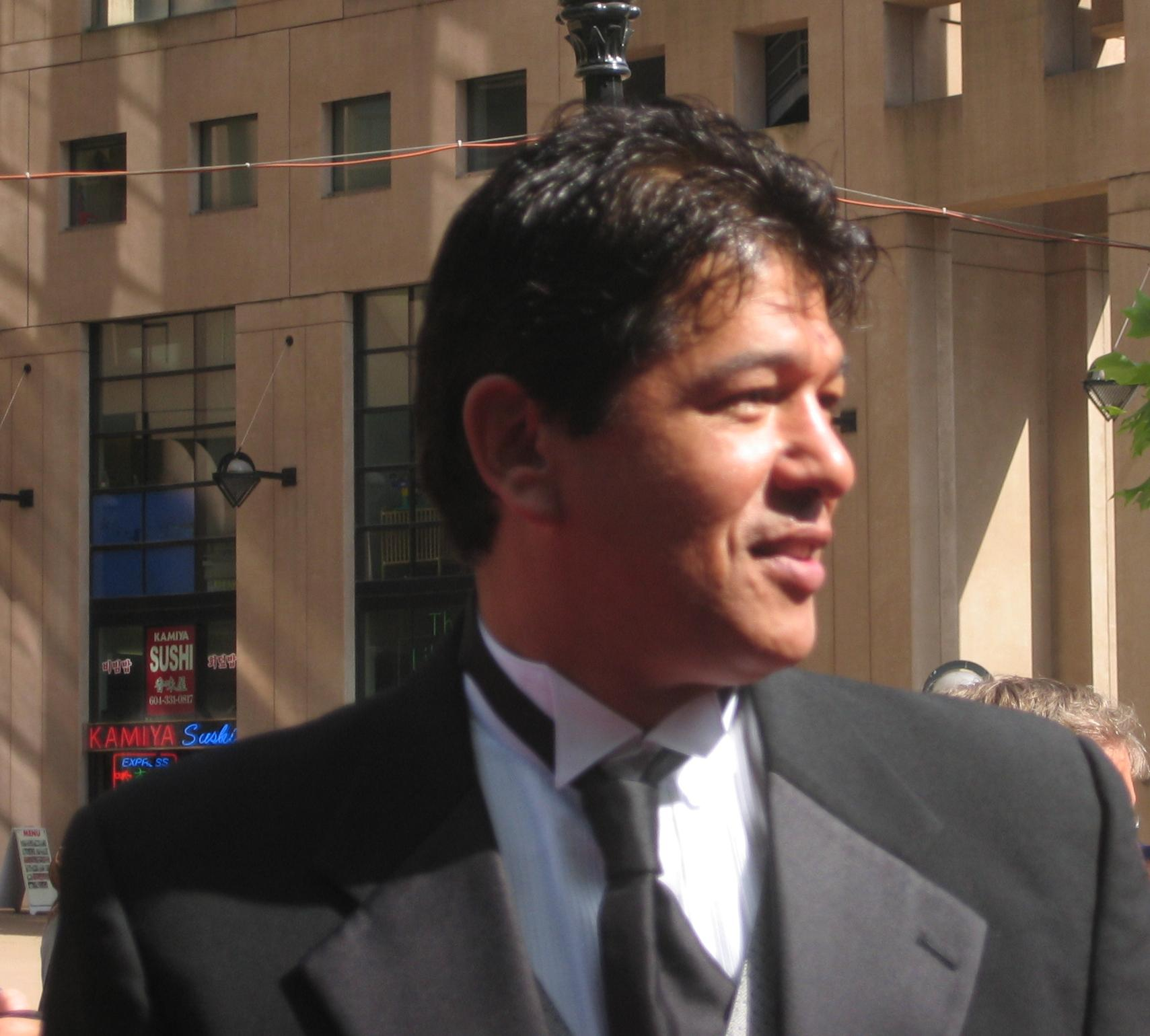
Ted Nolan

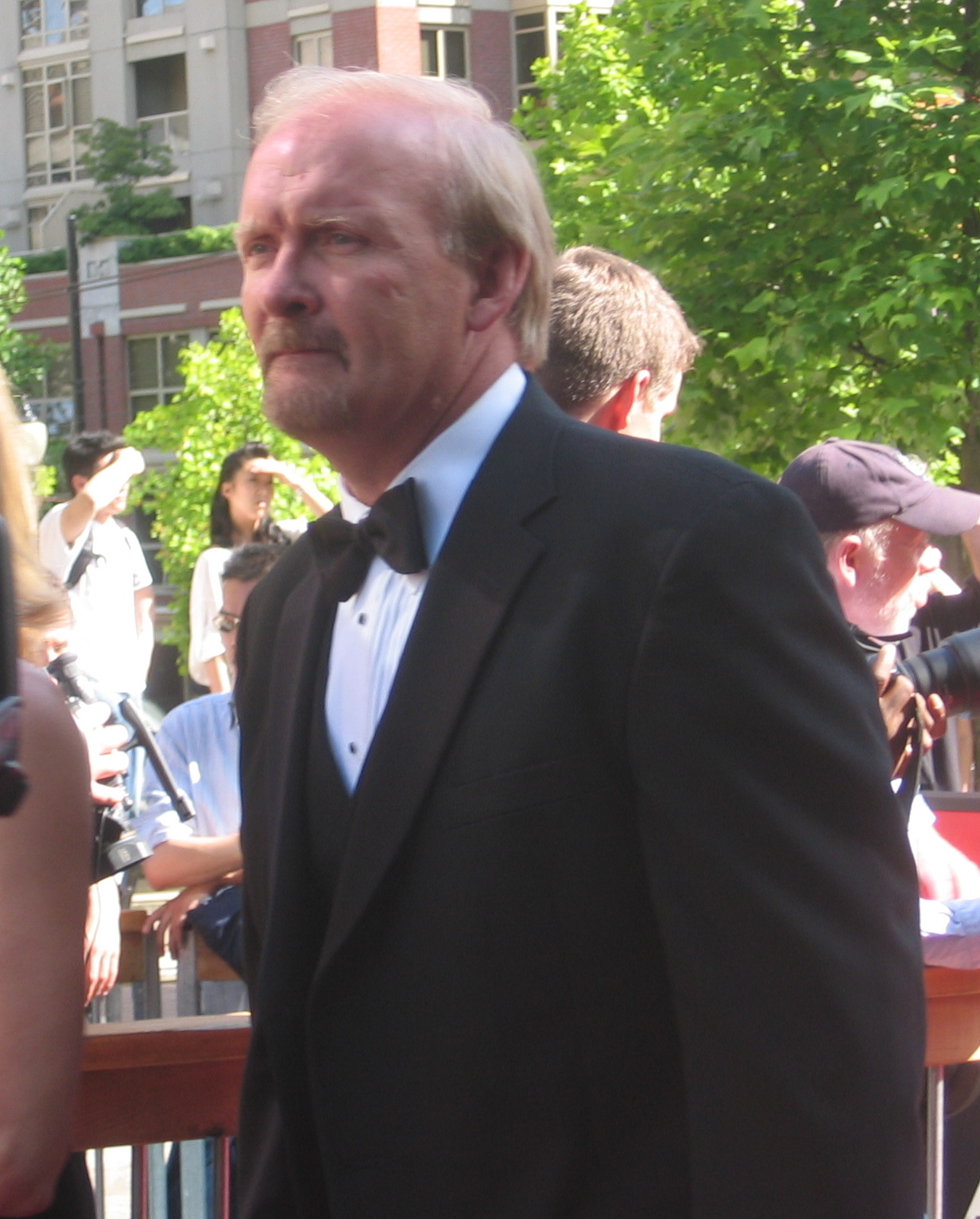
Lindy Ruff

| Szezon    | Győztes                          | Csapat                           | #                                |                                  |
| --------- | -------------------------------- | -------------------------------- | -------------------------------- | -------------------------------- |
| 2024–2025 | Spencer Carbery                  | Washington Capitals              | 1                                |                                  |
| 2023–2024 | Rick Tocchet                     | Vancouver Canucks                | 1                                |                                  |
| 2022–2023 | Jim Montgomery                   | Boston Bruins                    | 1                                |                                  |
| 2021–2022 | Darryl Sutter                    | Calgary Flames                   | 1                                |                                  |
| 2020–2021 | Rod Brind’Amour                  | Carolina Hurricanes              | 1                                |                                  |
| 2019–2020 | Bruce Cassidy                    | Boston Bruins                    | 1                                |                                  |
| 2018–2019 | Barry Trotz                      | New York Islanders               | 2                                |                                  |
| 2017–2018 | Gerard Gallant                   | Vegas Golden Knights             | 1                                |                                  |
| 2016–2017 | John Tortorella                  | Columbus Blue Jackets            | 2                                |                                  |
| 2015–2016 | Barry Trotz                      | Washington Capitals              | 1                                |                                  |
| 2014–2015 | Bob Hartley                      | Calgary Flames                   | 1                                |                                  |
| 2013–2014 | Patrick Roy                      | Colorado Avalanche               | 1                                |                                  |
| 2012–2013 | Paul MacLean                     | Ottawa Senators                  | 1                                |                                  |
| 2011–2012 | Ken Hitchcock                    | St. Louis Blues                  | 1                                |                                  |
| 2010–2011 | Dan Bylsma                       | Pittsburgh Penguins              | 1                                |                                  |
| 2009–2010 | Dave Tippett                     | Phoenix Coyotes                  | 1                                |                                  |
| 2008–2009 | Claude Julien                    | Boston Bruins                    | 1                                |                                  |
| 2007–2008 | Bruce Boudreau                   | Washington Capitals              | 1                                |                                  |
| 2006–2007 | Alain Vigneault                  | Vancouver Canucks                | 1                                |                                  |
| 2005–2006 | Lindy Ruff a                     | Buffalo Sabres                   | 1                                |                                  |
| 2004–2005 | A lockout miatt nem volt győztes | A lockout miatt nem volt győztes | A lockout miatt nem volt győztes | A lockout miatt nem volt győztes |
| 2003–2004 | John Tortorella b                | Tampa Bay Lightning              | 1                                |                                  |
| 2002–2003 | Jacques Lemaire                  | Minnesota Wild                   | 2                                |                                  |
| 2001–2002 | Bob Francis                      | Phoenix Coyotes                  | 1                                |                                  |
| 2000–2001 | Bill Barber                      | Philadelphia Flyers              | 1                                |                                  |
| 1999–2000 | Joel Quenneville a               | St. Louis Blues                  | 1                                |                                  |
| 1998–1999 | Jacques Martin                   | Ottawa Senators                  | 1                                |                                  |
| 1997–1998 | Pat Burns                        | Boston Bruins                    | 3                                |                                  |
| 1996–1997 | Ted Nolan                        | Buffalo Sabres                   | 1                                |                                  |
| 1995–1996 | Scotty Bowman a                  | Detroit Red Wings                | 2                                |                                  |
| 1994–1995 | Marc Crawford                    | Quebec Nordiques                 | 1                                |                                  |
| 1993–1994 | Jacques Lemaire                  | New Jersey Devils                | 1                                |                                  |
| 1992–1993 | Pat Burns                        | Toronto Maple Leafs              | 2                                |                                  |
| 1991–1992 | Pat Quinn                        | Vancouver Canucks                | 2                                |                                  |
| 1990–1991 | Brian Sutter                     | St. Louis Blues                  | 1                                |                                  |
| 1989–1990 | Bob Murdoch                      | Winnipeg Jets                    | 1                                |                                  |
| 1988–1989 | Pat Burns c                      | Montréal Canadiens               | 1                                |                                  |
| 1987–1988 | Jacques Demers                   | Detroit Red Wings                | 2                                |                                  |
| 1986–1987 | Jacques Demers                   | Detroit Red Wings                | 1                                |                                  |
| 1985–1986 | Glen Sather a                    | Edmonton Oilers                  | 1                                |                                  |
| 1984–1985 | Mike Keenan a c                  | Philadelphia Flyers              | 1                                |                                  |
| 1983–1984 | Bryan Murray                     | Washington Capitals              | 1                                |                                  |
| 1982–1983 | Orval Tessier                    | Chicago Blackhawks               | 1                                |                                  |
| 1981–1982 | Tom Watt                         | Winnipeg Jets                    | 1                                |                                  |
| 1980–1981 | Red Berenson                     | St. Louis Blues                  | 1                                |                                  |
| 1979–1980 | Pat Quinn a c                    | Philadelphia Flyers              | 1                                |                                  |
| 1978–1979 | Al Arbour a                      | New York Islanders               | 1                                |                                  |
| 1977–1978 | Bobby Kromm                      | Detroit Red Wings                | 1                                |                                  |
| 1976–1977 | Scotty Bowman a b                | Montréal Canadiens               | 1                                |                                  |
| 1975–1976 | Don Cherry                       | Boston Bruins                    | 1                                |                                  |
| 1974–1975 | Bob Pulford                      | Los Angeles Kings                | 1                                |                                  |
| 1973–1974 | Fred Shero b                     | Philadelphia Flyers              | 1                                |                                  |

Megjegyzés:
- a = a legjobb eredmény az alapszakaszban
- b = Stanley-kupa győztes lett
- c = a csapat elvesztette a Stanley-kupa döntőt